# (714) Улула
(714) Улула (лат. Ulula) — астероид из группы главного пояса, который принадлежит к светлому спектральному классу S и входит в состав семейства Марии. Он был открыт 18 мая 1911 года американским астрономом Джозефом Хелффричем в обсерватории и назван в честь латинского названия ястребиной совы (лат. Surnia ulula).

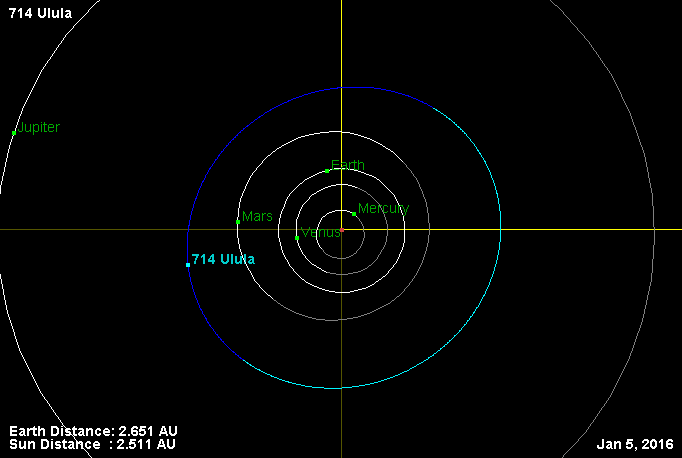
Орбита астероида Улула и его положение в Солнечной системе